# Percy John Daniell
Percy John Daniell (9 janvier 1889 - 25 mai 1946) est un mathématicien britannique.
Dans une série d'articles publiés entre 1918 et 1928, il a développé une théorie  généralisée de l'intégration et de la différentiation, qui est connue aujourd'hui sous le nom d'intégrale de Daniell.

## Biographie
Daniell est né à Valparaiso (Chili). Sa famille est retournée en Angleterre en 1895. Daniell a étudié à la King Edward's School (Birmingham) puis est entré à l'université de Cambridge (où il a été le dernier Senior Wrangler, en 1909). À cette époque, Daniell était un mathématicien appliqué et un physicien théoricien. Pendant un an, il a été maître de conférences à l'université de Liverpool puis il est entré à la nouvelle université Rice à Houston (Texas). L'université Rice l'a envoyé pendant un an à l'université de Göttingen pour étudier avec Max Born et David Hilbert. Daniell est resté à l'université Rice de 1914 à 1923 puis est retourné en Angleterre occuper une chaire à l'université de Sheffield. Durant la Seconde Guerre mondiale, Daniell a été employé au Ministry of Supply (en) britannique.